# Би Фэйюй
Би Фэйю́й (кит. упр. 毕飞宇, пиньинь Bì Fēiyǔ, 1964, Синхуа, провинция Цзянсу, КНР) — китайский писатель, журналист, сценарист.

## Биография
Учился в педагогическом университете в Янчжоу (1983—1987), затем преподавал в нем. Занимался журналистикой. В настоящее время живет в Нанкине, работает в издательстве. Сотрудничает с кино (ему принадлежит сценарий фильма Чжан Имоу «Шанхайская триада», 1995). Полнометражный фильм, снятый по мотивам романа "Китайский массаж", получил на 64-м Берлинском кинофестивале "Серебряного медведя"

## Избранные произведения
- 《玉米》(«Сестры»), трилогия (Asian Literary Prize, 2010, )
- 《推拿》("Китайский массаж"): роман (2008, фр. пер. 2011, рус. пер. 2016)

## Публикации на русском языке
- «Лунная опера», роман (2003, длинный список премии «Индепендент» за переводную прозу, 2008), пер. с кит. Оксаны Родионовой. СПб.: Азбука, 2014.
- Китайский массаж: роман / пер. с кит. Н. Власовой. СПб., "Гиперион", 2016 (Библиотека китайской литературы)
- Сёстры: роман. / пер. с кит. И. Егорова. СПб., "Гиперион", 2020[1].

## Признание
Писателю присуждены крупнейшие в Китае Литературная премия Лу Синя (2004) и Литературная премия Мао Дуня (2011) за роман "Китайский массаж".
Его проза переведена на русский, английский, французский, немецкий, испанский, итальянский, голландский, вьетнамский и др. языки.